# Karol Krzyżewski
Karol Krzyżewski – polski doktor habilitowany nauk matematyczno-przyrodniczych. Specjalizuje się w zagadnieniach z zakresu analizy matematycznej, matematyki finansowej, równań różniczkowych zwyczajnych oraz układów dynamicznych. Były pracownik naukowy Wydziału Matematyki, Informatyki i Mechaniki Uniwersytetu Warszawskiego.
Był promotorem następujących prac badawczych:
- Zastosowanie analizy portfelowej w zarządzaniu portfelem kredytowym banku komercyjnego

- Własności topologiczne i miarowe pewnych skośnych produktów przekształceń

- Hiperboliczne endomorfizmy rozmaitości